# Konstantin I. Řecký
Konstantin I. (2. srpna 1868, Athény, Řecko – 11. ledna 1923, Palermo, Itálie) byl řecký král v letech 1913–1917 a 1920–1922.

## Život
Konstantin I. se narodil v roce 1868 jako prvorozený syn řeckého krále Jiřího I. a jeho manželky Olgy, řecké královny. 27. října 1889 v Athénách si Konstantin bere za manželku dceru bývalého německého císaře Fridricha III. a sestru tehdejšího německého císaře Viléma II. Pruského Sofii Pruskou. Z manželství vzešlo šest dětí:
- Jiří II. Řecký (19. července 1890 – 1. dubna 1947), řecký král v letech 1922–1924 a 1935–1947, ⚭ 1921 princezna Alžběta Rumunská (12. října 1894 – 14. listopadu 1956)
- Alexandr I. Řecký (1. srpna 1893 – 25. října 1920), řecký král v letech 1917–1920, ⚭ 1919 Aspasia Manuová (4. září 1896 – 7. srpna 1972)
- Helena Řecká a Dánská (2. května 1896 – 28. listopadu 1982) ⚭ 1921 rumunský korunní princ Karel, budoucí král Karel II. Rumunský (15. října 1893 – 4. dubna 1953)
- Pavel I. Řecký (14. prosince 1901 – 6. března 1964), řecký král v letech 1947–1964, ⚭ 1938 princezna Frederika Hannoverská (18. dubna 1917 – 6. ledna 1981)
- Irena Řecká a Dánská (13. února 1904 – 15. dubna 1974) ⚭ 1939 princ Aimone Savojský, vévoda ze Spoleta (9. března 1900 – 29. ledna 1948)
- Kateřina Řecká a Dánská (4. května 1913 – 2. října 2007) ⚭ 1947 Richard Brandram (5. srpna 1911 – 28. března 1994)

V roce 1896 se angažoval v zařizování prvních letních olympijských her. Ustanovil výbory, který měl na starost přípravu Athén na chystané olympijské hry a sám kontroloval, zda jejich úkol byl zcela dokončen.

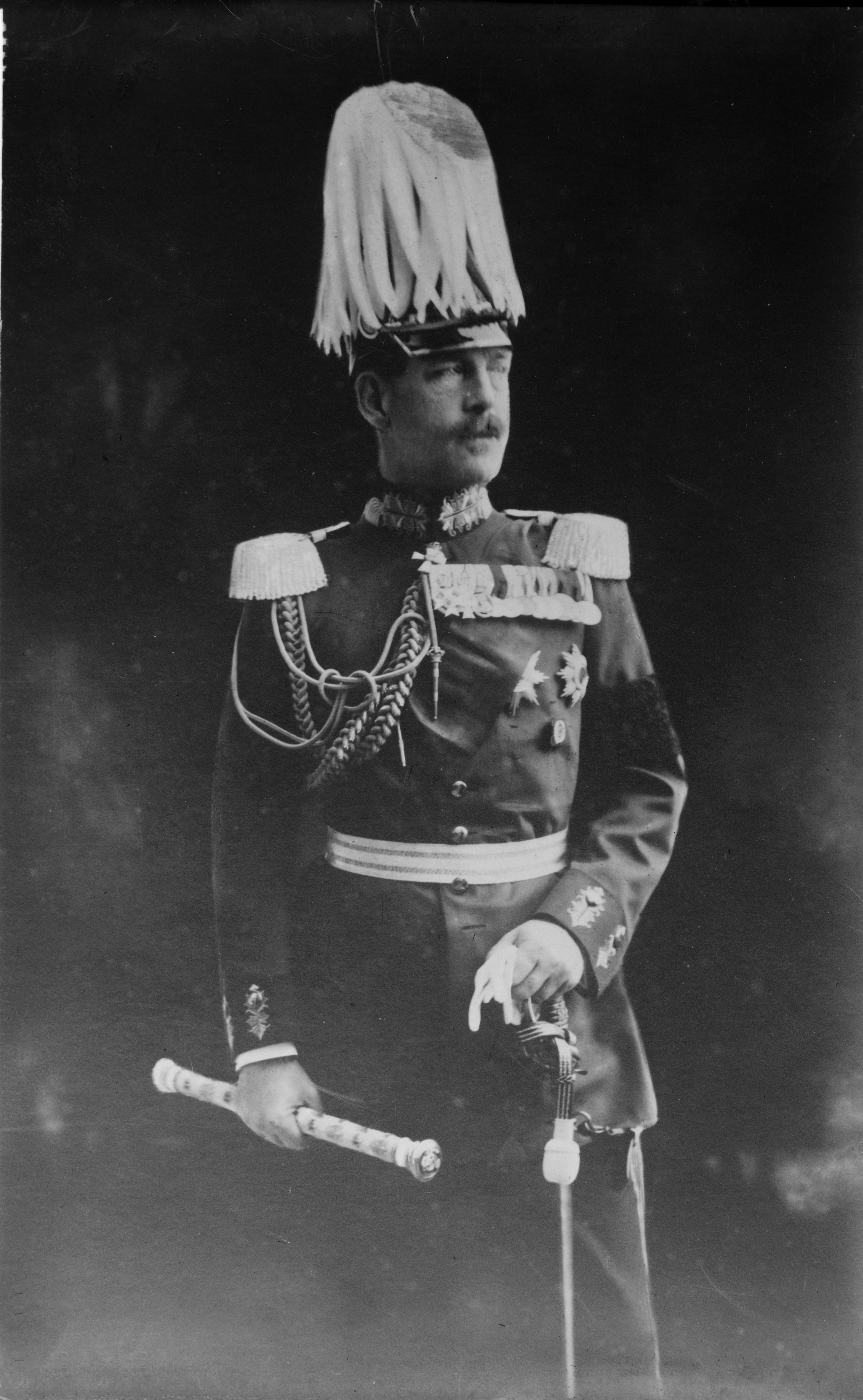
Řecký král Konstantin I.

Před začátkem první světové války byl v roce 1914 velitelem řeckých vojsk během Řecko-turecké války a vedl řecké síly během Balkánských válek v letech 1912–1913. Konstantin I. 18. března 1913 nastoupil na trůn poté, co anarchista Alexandros Schinas spáchal na jeho otce, Jiřího I., atentát.
Konstantin studoval na německé univerzitě v Heidelbergu, byl také na cvičení v pruské armádě.
V červenci roku 1916 řádil kolem královského paláce v Tatoi velký požár. Při požáru zemřelo šestnáct lidí. Královská rodina se zachránila.
Roku 1917 se Konstantin vzdal trůnu ve prospěch svého druhého syna Alexandra a 11. června odešel do švýcarského exilu. Alexandr však 25. října 1920 umírá a Eleftherios Venizelos, který chtěl převzít v Řecku vládu, utrpěl ve volbách porážku. V následném hlasování se 99 % hlasů vyslovilo pro návrat Konstantina I. Ten se vrátil na trůn 19. prosince 1920.
Avšak údobí 1920–1922 se během dvou let Řecko-turecké války ukázaly být pro Řeky katastrofální. Turci získali zpět do svých rukou území Anatolie a Smyrny. Dne 27. září 1922 se Konstantin vzdává trůnu a usedá na něj jeho prvorozený syn, Jiří II. Řecký
Konstantin strávil zbytek svého života v exilu v Itálii a zemřel v Palermu na Sicílii 11. ledna 1923.

## Ocenění
- velkokříž Řádu čestné legie
- velkokříž Řádu Lázně
- rytíř Řádu zlatého rouna
- Řád černé orlice

## Vývod z předků
|                     |                                                               |  |                |                                         |  |  |  |  |  |  |  | Fridrich Karel Ludvík Šlesvicko-Holštýnsko-Sonderburský-Beck |
|                     |                                                               |  |                |                                         |  |  |  |  |  |  |  |                                                              |
|                     | Fridrich Vilém Šlesvicko-Holštýnsko-Sonderbursko-Glücksburský |  |                |                                         |  |  |  |  |  |  |  |                                                              |
|                     |                                                               |  |                |                                         |  |  |  |  |  |  |  |                                                              |
|                     |                                                               |  |                | Frederika Schliebenská                  |  |  |  |  |  |  |  |                                                              |
|                     |                                                               |  |                |                                         |  |  |  |  |  |  |  |                                                              |
|                     | Kristián IX.                                                  |  |                |                                         |  |  |  |  |  |  |  |                                                              |
|                     |                                                               |  |                |                                         |  |  |  |  |  |  |  |                                                              |
|                     |                                                               |  |                | Karel Hesensko-Kasselský                |  |  |  |  |  |  |  |                                                              |
|                     |                                                               |  |                |                                         |  |  |  |  |  |  |  |                                                              |
|                     | Luisa Karolina Hesensko-Kasselská                             |  |                |                                         |  |  |  |  |  |  |  |                                                              |
|                     |                                                               |  |                |                                         |  |  |  |  |  |  |  |                                                              |
|                     |                                                               |  |                | Luisa Dánská                            |  |  |  |  |  |  |  |                                                              |
|                     |                                                               |  |                |                                         |  |  |  |  |  |  |  |                                                              |
|                     | Jiří I. Řecký                                                 |  |                |                                         |  |  |  |  |  |  |  |                                                              |
|                     |                                                               |  |                |                                         |  |  |  |  |  |  |  |                                                              |
|                     |                                                               |  |                | Fridrich Hesensko-Kasselský             |  |  |  |  |  |  |  |                                                              |
|                     |                                                               |  |                |                                         |  |  |  |  |  |  |  |                                                              |
|                     | Vilém Hesensko-Kasselský                                      |  |                |                                         |  |  |  |  |  |  |  |                                                              |
|                     |                                                               |  |                |                                         |  |  |  |  |  |  |  |                                                              |
|                     |                                                               |  |                | Karolina Nasavsko-Usingenská            |  |  |  |  |  |  |  |                                                              |
|                     |                                                               |  |                |                                         |  |  |  |  |  |  |  |                                                              |
|                     | Luisa Hesensko-Kasselská                                      |  |                |                                         |  |  |  |  |  |  |  |                                                              |
|                     |                                                               |  |                |                                         |  |  |  |  |  |  |  |                                                              |
|                     |                                                               |  |                | Frederik Dánský                         |  |  |  |  |  |  |  |                                                              |
|                     |                                                               |  |                |                                         |  |  |  |  |  |  |  |                                                              |
|                     | Luisa Šarlota Dánská                                          |  |                |                                         |  |  |  |  |  |  |  |                                                              |
|                     |                                                               |  |                |                                         |  |  |  |  |  |  |  |                                                              |
|                     |                                                               |  |                | Žofie Frederika Meklenbursko-Zvěřínská  |  |  |  |  |  |  |  |                                                              |
|                     |                                                               |  |                |                                         |  |  |  |  |  |  |  |                                                              |
| Konstantin I. Řecký |                                                               |  |                |                                         |  |  |  |  |  |  |  |                                                              |
|                     |                                                               |  |                |                                         |  |  |  |  |  |  |  |                                                              |
|                     |                                                               |  | Pavel I. Ruský |                                         |  |  |  |  |  |  |  |                                                              |
|                     |                                                               |  |                |                                         |  |  |  |  |  |  |  |                                                              |
|                     | Mikuláš I. Ruský                                              |  |                |                                         |  |  |  |  |  |  |  |                                                              |
|                     |                                                               |  |                |                                         |  |  |  |  |  |  |  |                                                              |
|                     |                                                               |  |                | Žofie Dorota Württemberská              |  |  |  |  |  |  |  |                                                              |
|                     |                                                               |  |                |                                         |  |  |  |  |  |  |  |                                                              |
|                     | Konstantin Nikolajevič Ruský                                  |  |                |                                         |  |  |  |  |  |  |  |                                                              |
|                     |                                                               |  |                |                                         |  |  |  |  |  |  |  |                                                              |
|                     |                                                               |  |                | Fridrich Vilém III.                     |  |  |  |  |  |  |  |                                                              |
|                     |                                                               |  |                |                                         |  |  |  |  |  |  |  |                                                              |
|                     | Šarlota Pruská                                                |  |                |                                         |  |  |  |  |  |  |  |                                                              |
|                     |                                                               |  |                |                                         |  |  |  |  |  |  |  |                                                              |
|                     |                                                               |  |                | Luisa Meklenbursko-Střelická            |  |  |  |  |  |  |  |                                                              |
|                     |                                                               |  |                |                                         |  |  |  |  |  |  |  |                                                              |
|                     | Olga Konstantinovna Romanovová                                |  |                |                                         |  |  |  |  |  |  |  |                                                              |
|                     |                                                               |  |                |                                         |  |  |  |  |  |  |  |                                                              |
|                     |                                                               |  |                | Fridrich Sasko-Altenburský              |  |  |  |  |  |  |  |                                                              |
|                     |                                                               |  |                |                                         |  |  |  |  |  |  |  |                                                              |
|                     | Josef Sasko-Altenburský                                       |  |                |                                         |  |  |  |  |  |  |  |                                                              |
|                     |                                                               |  |                |                                         |  |  |  |  |  |  |  |                                                              |
|                     |                                                               |  |                | Šarlota Georgina Meklenbursko-Střelická |  |  |  |  |  |  |  |                                                              |
|                     |                                                               |  |                |                                         |  |  |  |  |  |  |  |                                                              |
|                     | Alexandra Sasko-Altenburská                                   |  |                |                                         |  |  |  |  |  |  |  |                                                              |
|                     |                                                               |  |                |                                         |  |  |  |  |  |  |  |                                                              |
|                     |                                                               |  |                | Ludvík Württemberský                    |  |  |  |  |  |  |  |                                                              |
|                     |                                                               |  |                |                                         |  |  |  |  |  |  |  |                                                              |
|                     | Amálie Württemberská                                          |  |                |                                         |  |  |  |  |  |  |  |                                                              |
|                     |                                                               |  |                |                                         |  |  |  |  |  |  |  |                                                              |
|                     |                                                               |  |                | Jindřiška Nasavsko-Weilburská           |  |  |  |  |  |  |  |                                                              |
|                     |                                                               |  |                |                                         |  |  |  |  |  |  |  |                                                              |